# 大中桥
大中桥位于江苏省南京市秦淮区大光路北、龙蟠中路西侧，始建于唐代，古称白下桥，曾改称上春、长春、大忠等名。位于龙蟠路西侧，连接大光路与建康路和白下路，几经拓宽，现为南京城南的一处交通要道。

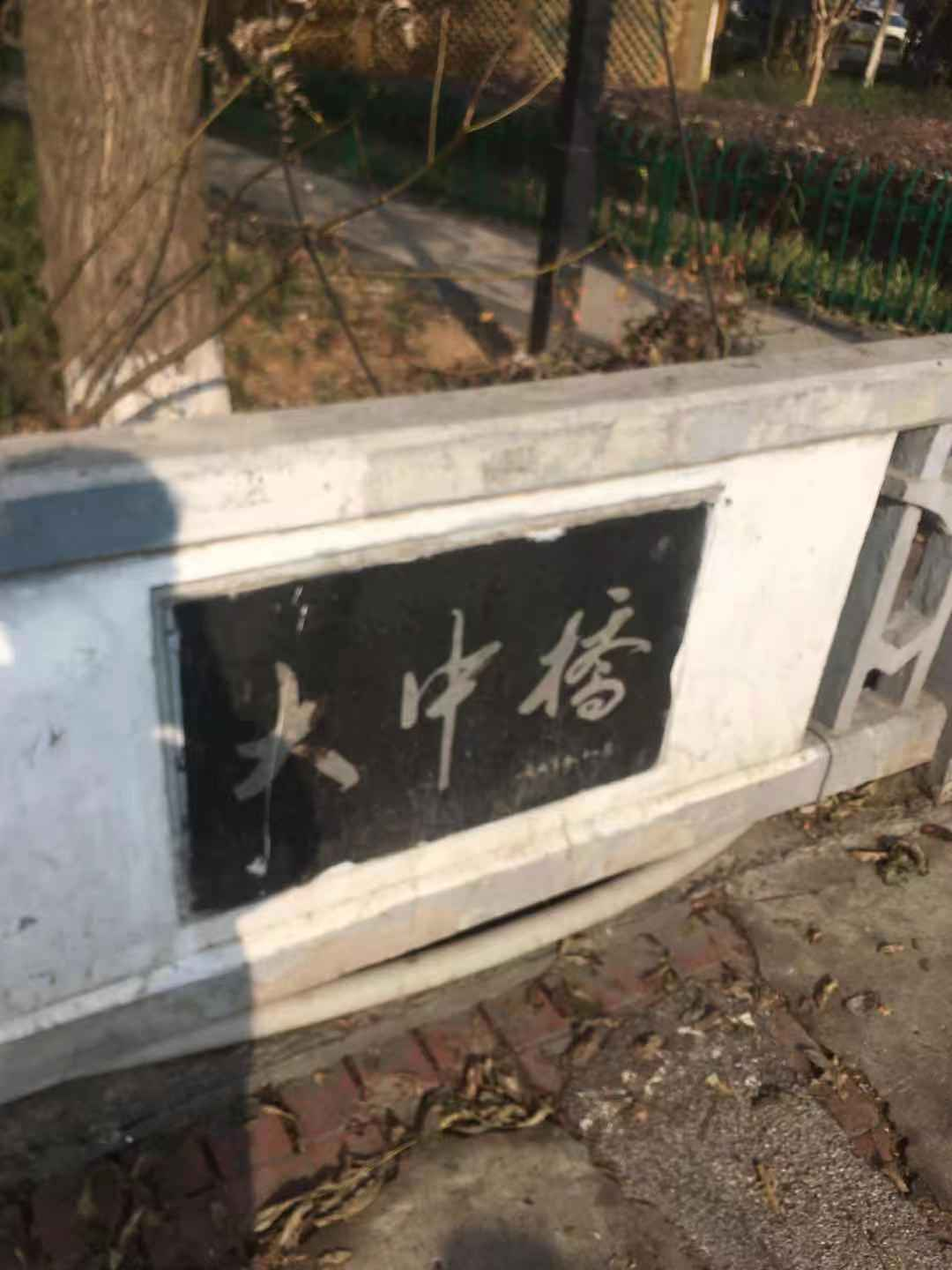
自己拍的大中桥

## 历史
唐贞观七年（633年），白下县自白石山下的白下村（今金川门外）迁城至白下桥畔。桥畔曾有白下寺，建于南唐，后称普济禅院。清朝时，曾于遗址上掘得旧匾额，上书“白下寺”，并有“谏议大夫寇准立”字样。
相传在1645年，清军占领南京后，明朝天启年间进士黄道周与郑芝龙等在福建拥立隆武帝，被封为武英殿大学士。后抗清兵败，寡不敌众，黄道周在江西婺源被俘，解来南京，在白下桥畔就义。后人因改白下桥为大忠桥。为避清廷文字狱，衍变为大中桥。另一说，大中桥址原有大桥、中桥各一，后两桥并为一桥，因此称之为大中桥。

## 文化
唐代诗人李白，游历金陵时曾寓居于此。在金陵时，写诗云：“驿亭三杨村，正当白下门。”离金陵西去后，写有献从叔当涂宰李阳冰诗云：“小子别金陵，来自白下亭。”
宋代政治家王安石，亦曾自半山园来此，写有歌咏白下桥风光的诗篇：“门前秋水可扬舲，有意西寻白下亭。”